# Climax (film)
Climax – francusko-belgijski dramat filmowy z 2018 roku w reżyserii Gaspara Noé. W głównych rolach wystąpili Sofia Boutella, Romain Guillermic i Souheila Yacoub. Film miał premierę 13 maja 2018 roku na 71. MFF w Cannes.

## Fabuła
Prowadzone są przesłuchania w ramach poszukiwań nowych członków do grupy tanecznej. Po przeprowadzeniu treningu rozpoczyna się impreza z przybyłymi kandydatami, którzy po chwili orientują się, że do ich napoju wrzucono LSD.

## Obsada
- Sofia Boutella jako Selva
- Romain Guillermic jako David
- Souheila Yacoub jako Lou
- Smile Kiddy jako Tatuś
- Claude Gajan Maude jako Emmanuelle
- Giselle Palmer jako Gazelle
- Taylor Kastle jako Taylor
- Thea Carla Schott jako Psyche
- Sharleen Temple jako Ivana
- Lea Vlamos jako Lea
- Alaia Alsafir jako Alaya
- Kendall Mugler jako Rocket
- Lakdhar Dridi jako Riley
- Adrien Sissoko jako Omar
- Mamadou Bathily jako Bats
- Alou Sidibé jako Alou
- Ashley Biscette jako Ashley
- Mounia Nassangar jako Mounia
- Tiphanie Au jako Sila
- Sarah Belala jako Sara
- Alexandre Moreau jako Cyborg
- Naab jako Naab
- Strauss Serpent jako Strauss[2]

## Odbiór

### Reakcja krytyków
Film spotkał się ze średnią reakcją krytyków. W agregatorze recenzji Rotten Tomatoes 69% z 186 recenzji uznano za pozytywne. Z kolei w agregatorze Metacritic średnia ważona ocen z 37 recenzji wyniosła 67 punktów na 100.

## Nagrody i nominacje
| Nagroda                   | Kategoria                                                        | Wynik     |
| ------------------------- | ---------------------------------------------------------------- | --------- |
| Festiwal Filmowy w Cannes | Nagroda ‘Director Fortnight’ – Nagroda ‘Art Cinema’ (Gaspar Noé) | Wygrana   |
| Nagrody Filmwebu 2019     | Najbardziej pamiętna scena (taneczne otwarcie)                   | Nominacja |